# Prêmio Emmy Kids de Animação
O Prêmio Emmy Kids Internacional de Animação (em inglês: International Emmy Kids Award for Best Animation) é uma das categorias do Prêmio Emmy Kids Internacional, que começou a ser entregue em 2012 pela Academia Internacional das Artes & Ciências Televisivas (IATAS). Esta categoria premia filmes ou séries de animação voltados para crianças, que são produzidos e exibidos fora dos Estados Unidos. A cerimônia de premiação ocorre anualmente em Nova York.

## História
Iniciado em 2012, o Prêmio Emmy Kids de Animação é uma categoria específica dentro do Emmy Kids Internacional, focada em destacar filmes e séries animadas que são produzidos e exibidos fora dos Estados Unidos. Este prêmio é uma oportunidade para celebrar tanto a criatividade quanto a qualidade técnica das produções animadas destinadas às crianças ao redor do mundo. A cerimônia de premiação acontece anualmente em Nova York, onde os vencedores são anunciados.

## Vencedores e indicados
| Ano  | Vencedor                                      | Rede de televisão                                               | País          |
| ---- | --------------------------------------------- | --------------------------------------------------------------- | ------------- |
| 2012 | O Incrível Mundo de Gumball                   | Cartoon Network                                                 | Reino Unido   |
| 2012 | Ask Lara                                      | Tomavistas/Televisió de Catalunya/Red Kite Animations/Submarine | Espanha       |
| 2012 | Digimon Xros Wars                             | Toei Animation/TV Asahi                                         | Japão         |
| 2012 | The Jungle Bunch                              | TAT productions/Master Films/Vanilla Seed                       | França        |
| 2013 | Room on the Broom                             | Magic Light Pictures                                            | Reino Unido   |
| 2013 | Angelo la Débrouille                          | TeamTO/CAKE Entertainment/France Télévisions/Télétoon           | França        |
| 2013 | Spike 2                                       | TAT productions/Master Films                                    | França        |
| 2013 | Larva                                         | KBS/Tuba Entertainment/SK Broadband                             | Japão         |
| 2014 | The Jungle Bunch                              | TAT Productions/Master Films                                    | França        |
| 2014 | The Amazing Journey of Zamba                  | Canal Paka Paka                                                 | Argentina     |
| 2014 | Burka Avenger                                 | Unicorn Black                                                   | Paquistão     |
| 2014 | Strange Hill High                             | FremantleMedia/CBBC/Factory Transmedia                          | Reino Unido   |
| 2015 | Ronja, the Robber's Daughter                  | NHK/Dwango/Polygon Pictures                                     | Japão         |
| 2015 | Mr. Trance                                    | El Recreo Studio/Señal Colombia                                 | Colômbia      |
| 2015 | Get Ace                                       | Galaxy Pop                                                      | Austrália     |
| 2015 | Le Trésor du Vieux Jim                        | TAT Productions/Master Films                                    | França        |
| 2016 | Shaun the Sheep: The Farmer’s Llamas          | Aardman Animations                                              | Reino Unido   |
| 2016 | Peanuts                                       | Normaal animation/Peanuts Worldwide/Iconix Brand Group          | França        |
| 2016 | SOS Fada Manu                                 | Gloob/Boutique Filmes                                           | Brasil        |
| 2016 | Larva in New York                             | TUBAn                                                           | Coreia do Sul |
| 2017 | Revolting Rhymes                              | Magic Light Pictures                                            | Reino Unido   |
| 2017 | Oddbods                                       | One Animation                                                   | Singapura     |
| 2017 | Siesta Z                                      | El Perro en la Luna/Señal Colombia/Educa/PakaPaka               | Argentina     |
| 2017 | Trudes Tier                                   | Studio Soi/WDR                                                  | Alemanha      |
| 2018 | Kop op                                        | Viking Film/VPRO TV/Job, Joris & Marieke                        | Países Baixos |
| 2018 | Dennis & Gnasher Unleashed                    | CBBC                                                            | Reino Unido   |
| 2018 | Mini Beat Power Rockers                       | Discovery Kids/Mundo Loco Animation Studios                     | Argentina     |
| 2018 | Oddbods                                       | One Animation                                                   | Singapura     |
| 2019 | Zog                                           | Magic Light Pictures                                            | Reino Unido   |
| 2019 | Grizzy and the Lemmings                       | Hari Productions                                                | França        |
| 2019 | Irmão do Jorel                                | Copa Studio/Cartoon Network                                     | Brasil        |
| 2019 | Lamput                                        | Cartoon Network/Vaibhav Studios                                 | Índia         |
| 2020 | The Tiger Who Came to Tea                     | Lupus Films                                                     | Reino Unido   |
| 2020 | Ico Bit Zip                                   | National Geographic/Copa Studio                                 | Brasil        |
| 2020 | Oddbods                                       | One Animation                                                   | Singapura     |
| 2020 | Moominvalley                                  | Gutsy Animations                                                | Finlândia     |
| 2021 | Shaun the Sheep: Adventures from Mossy Bottom | Aardman Animations                                              | Reino Unido   |
| 2021 | Mush-Mush and The Mushables                   | La Cabane/Thuristar                                             | França        |
| 2021 | Petit                                         | Pájaro/NonStop/Pakapaka/Señal Colombia                          | Chile         |
| 2021 | Tish Tash                                     | Studio Gale/Big Crunch/EBS                                      | Coreia do Sul |
| 2022 | Shaun, o Carneiro: Aventura de Natal          | Aardman Animations                                              | Reino Unido   |
| 2022 | Dapinty, Una Aventura Musicolor               | Silverwolf Studios                                              | Colômbia      |
| 2022 | Fumetsu No Anata E                            | NHK                                                             | Japão         |
| 2022 | Les Lapins Crétins Invasion: Objectif Mars    | Ubisoft Film & Television                                       | França        |
| 2023 | The Smeds and the Smoos                       | Magic Light Pictures                                            | Reino Unido   |
| 2023 | O Menino Maluquinho                           | Chatrone                                                        | Brasil        |
| 2023 | Moominvalley                                  | Gutsy Animations                                                | Finlândia     |
| 2023 | Rilakkuma’s Theme Park Adventure              | Warf Studios/Field Management Expand                            | Japão         |
| 2024 | Tabby McTat                                   | Magic Light Pictures                                            | Reino Unido   |
| 2024 | Acorda, Carlo!                                | Copa Studio/Netflix                                             | Brasil        |
| 2024 | Mystery Lane                                  | HARI                                                            | França        |
| 2024 | Sharkdog                                      | Sharkdog                                                        | Singapura     |

## Múltiplas vitórias
| Vitórias | Programa        | País        |
| -------- | --------------- | ----------- |
| 3        | Shaun the Sheep | Reino Unido |